# 第十二季超級籃球聯賽總冠軍賽
第十二季超級籃球聯賽總冠軍賽是第十二季超級籃球聯賽的最後一個系列賽程，在2015年3月28日至2015年4月7日間進行，結果由臺中璞園以4比3擊敗台灣啤酒，拿下隊史第四座年度冠軍，完成SBL史上第一次四連霸。

## 兩隊比較
|              | 台灣啤酒      | 臺中璞園      |
| ------------ | ------------- | ------------- |
| 例行賽戰績   | 15勝15敗      | 23勝7敗       |
| 季後賽首輪   | 3:0贏金門酒廠 | 輪空          |
| 季後賽第二輪 | 4:1贏富邦勇士 | 4:1贏新北裕隆 |
| 總教練       | 閻家驊        | 許晉哲        |

## 逐場摘要
第一戰
| 2015-3-28 19:00 |

| 賽後數據 |

| 台灣啤酒 78–67 臺中璞園                          |  |                                               |
| 得分： 劉錚 27 篮板： 蔣淯安 7 助攻： 歐布萊恩 3 |  | 得分： 賽勒 24 篮板： 賽勒 21 助攻： 彭俊諺 2 |

第二戰
| 2015-3-29 19:00 |

| 賽後數據 |

| 臺中璞園 85–67 台灣啤酒                       |  |                                                    |
| 得分： 蔡文誠 18 篮板： 賽勒 17 助攻： 賽勒 4 |  | 得分： 蔣淯安 14 篮板： 周伯勳 8 助攻： 歐布萊恩 5 |

第三戰
| 2015-3-31 19:00 |

| 賽後數據 |

| 台灣啤酒 80–69 臺中璞園                               |  |                                               |
| 得分： 歐布萊恩 25 篮板： 周伯勳 12 助攻： 歐布萊恩 4 |  | 得分： 簡浩 22 篮板： 賽勒 18 助攻： 林金榜 2 |

第四戰
| 2015-4-2 19:00 |

| 賽後數據 |

| 臺中璞園 73–77 台灣啤酒                         |  |                                                       |
| 得分： 蔡文誠 19 篮板： 蔡文誠 13 助攻： 簡浩 5 |  | 得分： 蔣淯安 23 篮板： 歐布萊恩 10 助攻： 歐布萊恩 3 |

第五戰
| 2015-4-4 19:00 |

| 賽後數據 |

| 台灣啤酒 84–86 臺中璞園                        |  |                                               |
| 得分： 劉錚 25 篮板： 劉錚 9 助攻： 歐布萊恩 4 |  | 得分： 賽勒 24 篮板： 賽勒 15 助攻： 陳世杰 4 |

第六戰
| 2016-4-5 19:00 |

| 賽後數據 |

| 臺中璞園 75–65 台灣啤酒                       |  |                                                     |
| 得分： 賽勒 18 篮板： 賽勒 23 助攻： 蔡文誠 2 |  | 得分： 周伯勳 20 篮板： 歐布萊恩 12 助攻： 蔣淯安 3 |

第七戰
| 2016-4-7 19:00 |

| 賽後數據 |

| 台灣啤酒 67–79 臺中璞園                                |  |                                               |
| 得分： 歐布萊恩 24 篮板： 歐布萊恩 9 助攻： 歐布萊恩 2 |  | 得分： 賽勒 21 篮板： 賽勒 22 助攻： 陳世杰 4 |

## 外部連結
- 超級籃球聯賽(新)官方網站 （页面存档备份，存于）